# National Challenge Cup de 1975
A National Challenge Cup de 1975 foi a 62ª temporada da competição futebolística mais antiga dos Estados Unidos. New York Greek Americans entra na competição defendendo o título.
O campeão da competição foi o Maccabi Los Angeles, conquistando seu primeiro título, e o vice campeão foi o New York Inter-Giuliana.

## Participantes
| Entram na Primeira Fase |
| - Boston Astros - Chicago Lions - Club Hellas - Croatian Rebels - Doxa SC - Fall River International - Greek-American Athletic Club - Harmarville - Hoboken - Maccabi Los Angeles - Milwaukee Blue Ribbon - New York Inter-Giuliana - Pepsi-Cola - Philadelphia Inter - The San Francisco Athletic Club - St. Louis Kutis |

## Premiação
| National Challenge Cup de 1975          |
| --------------------------------------- |
| Maccabi Los Angeles Campeão (2º título) |